# 戈雷斯基山
83°20′S 57°35′W / 83.333°S 57.583°W
戈雷斯基山（英語：Mount Gorecki）是南極洲的山峰，位於伊利沙伯女皇地，處於施密特山的東南端，屬於彭薩科拉山脈中尼普頓山脈的一部分，海拔高度1,110米，現時由南極條約體系管理。